# Missulena ignea
Espèce
Missulena ignea est une espèce d'araignées mygalomorphes de la famille des Actinopodidae.

## Distribution
Cette espèce est endémique du Gascoyne en Australie-Occidentale,. Elle se rencontre dans le parc national de la chaîne du Cap.

## Description
Le mâle holotype mesure 8,15 mm.

## Systématique et taxinomie
Cette espèce a été décrite par Marsh, Stevens et Framenau en 2023.

## Publication originale
- Marsh, Stevens & Framenau, 2023 : « Five new species of mouse spiders in the genus Missulena (Mygalomorphae: Actinopodidae) from national parks and conservation reserves in Western Australia. » Australian Journal of Taxonomy, vol. 36, p. 1-2 (texte intégral).